# Phaeostigma raddai
Phaeostigma raddai är en halssländeart som först beskrevs av U. Aspöck och H. Aspöck 1970.  Phaeostigma raddai ingår i släktet Phaeostigma och familjen ormhalssländor. Inga underarter finns listade i Catalogue of Life.